# دنی ویلنوو
دنی ویلنووْ (انگلیسی: Denis Villeneuve, فرانسوی: [dəni vilnœv]؛ زادهٔ ۳ اکتبر ۱۹۶۷) فیلم‌ساز کانادایی است. او هفت جایزه سینمای کانادا برنده شده و همچنین نامزد سه جایزه اسکار، پنج جایزه بفتا و دو جایزه گلدن گلوب بوده است. فیلم‌های ویلنوو بیش از ۱٫۸ میلیارد دلار در سراسر جهان فروش داشته‌اند.
ویلنوو کار خود را با کارگردانی درام‌های کانادایی مانند ۳۲ آگوست در زمین (۱۹۹۸) و پلی‌تکنیک (۲۰۰۹) آغاز کرد. او برای کارگردانی ویران‌شده (۲۰۱۰) که نامزدی جایزه اسکار بهترین فیلم بین‌المللی به دست آورد، به شهرت رسید. او سپس فیلم‌های هیجان‌انگیز آمریکایی مانند زندانیان (۲۰۱۳)، دشمن (۲۰۱۳) و سیکاریو (۲۰۱۵) و همچنین فیلم‌های علمی تخیلی ورود (۲۰۱۶) و بلید رانر ۲۰۴۹ (۲۰۱۷) را کارگردانی کرد. برای ورود، او نخستین نامزدی اسکار خود را در رشتهٔ بهترین کارگردانی به دست آورد.
ویلنوو فیلم‌های اقتباسی تلماسه (۲۰۲۱) و تلماسه: بخش دو (۲۰۲۴) را بر پایهٔ رمانی به همین نام اثر فرانک هربرت کارگردانی کرد. هر دو فیلم از نظر هنری و تجاری موفق بودند و اقتباس نخست برای او نامزدی اسکار بهترین فیلم‌نامه اقتباسی و بهترین فیلم را به همراه داشت.

## اوایل زندگی و تحصیلات
دنی ویلنوو در ۳ اکتبر ۱۹۶۷ در دهکدهٔ جنتیلی در بکانکور، کبک به دنیا آمد. مادرش نیکول دمرز، خانه‌دار و پدرش ژان ویلنوو، شاغل در دفتر اسناد رسمی بود. او بزرگ‌ترین فرزند از چهار خواهر و برادر است. برادر کوچکترش مارتین نیز فیلم‌ساز شد.
ویلنوو در Séminaire Saint-Joseph de Trois-Rivières شرکت کرد و بعداً به تحصیل علم پرداخت. او در دانشگاه کبک در مونترآل در رشته سینما تحصیل کرد.

## حرفه

### ۱۹۹۱–۲۰۱۲: فیلم‌های اولیه و پیشرفت

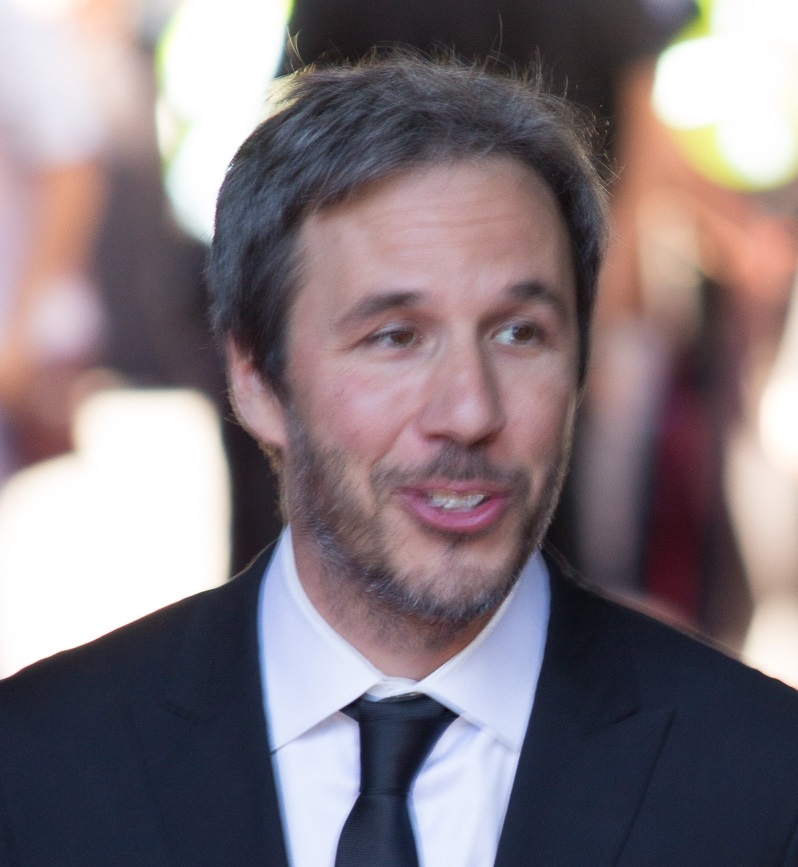
ویلنوو در جشنواره بین‌المللی فیلم تورنتو ۲۰۱۳

ویلنوو کار خود را با ساخت فیلم‌های کوتاه آغاز کرد و در سال ۱۹۹۱ برنده مسابقه فیلم جوانان رادیو کانادا شد. ۳۲ آگوست در  زمین (۱۹۹۸)، نخستین کارگردانی بلند ویلنوو بود و در بخش نوعی نگاه جشنواره فیلم کن ۱۹۹۸ به نمایش درآمد. این فیلم به‌عنوان نمایندهٔ کانادا برای بهترین فیلم خارجی‌زبان در هفتاد و یکمین دوره جوایز اسکار انتخاب شد، اما در مراسم نامزد نشد.
دومین فیلم ویلنوو، گرداب (۲۰۰۰) نگاه بیشتری را به او جلب کرد و در جشنواره‌های سراسر جهان به نمایش درآمد و در نهایت برنده هشت جایزه جوترا و جایزه بهترین فیلم کانادایی از جشنواره بین‌المللی فیلم تورنتو شد. او این روند را با فیلم جنجالی، اما مورد تحسین منتقدان پلی‌تکنیک (۲۰۰۹) در مورد تیراندازی‌هایی که در دانشگاه مونترال در سال ۱۹۸۹ رخ داد، دنبال کرد. این فیلم برای نخستین بار در جشنواره فیلم کن به نمایش درآمد و افتخارات متعددی از جمله ۹ جایزه جنی دریافت کرد. این نخستین فیلم ویلنوو بود که برنده جایزه جنی (اکنون با نام جایزه سینمایی کانادا شناخته می‌شود) در رشتهٔ بهترین فیلم سینمایی شد.
چهارمین فیلم ویلنوو ویران‌شده (۲۰۱۰) بود که در جشنواره‌های بین‌المللی فیلم ونیز و تورنتو در سال ۲۰۱۰ مورد تحسین منتقدان قرار گرفت. این فیلم به‌عنوان نماینده کانادا در هشتاد و سومین دوره جوایز اسکار در رده بهترین فیلم خارجی‌زبان انتخاب شد و در نهایت نامزد دریافت این جایزه شد، اگرچه برنده نشد. این فیلم در سی و یکمین جوایز جنی برنده هشت جایزه از جمله بهترین فیلم، بهترین کارگردانی، بهترین بازیگر زن (لوبنا آزابال)، بهترین فیلمنامه اقتباسی، فیلمبرداری، تدوین، صداگذاری کلی و تدوین صدا شد. ویران‌شده از سوی نیویورک تایمز به عنوان یکی از ۱۰ فیلم برتر آن سال انتخاب شد. در ژانویه ۲۰۱۱، او از سوی ورایتی به عنوان یکی از ده فیلم‌ساز برتر برای تماشا انتخاب شد. همچنین در سال ۲۰۱۱، ویلنوو برنده جایزه مرکز هنرهای ملی شد.

### ۲۰۱۳–۲۰۱۶: کار تثبیت‌شده و تحسین

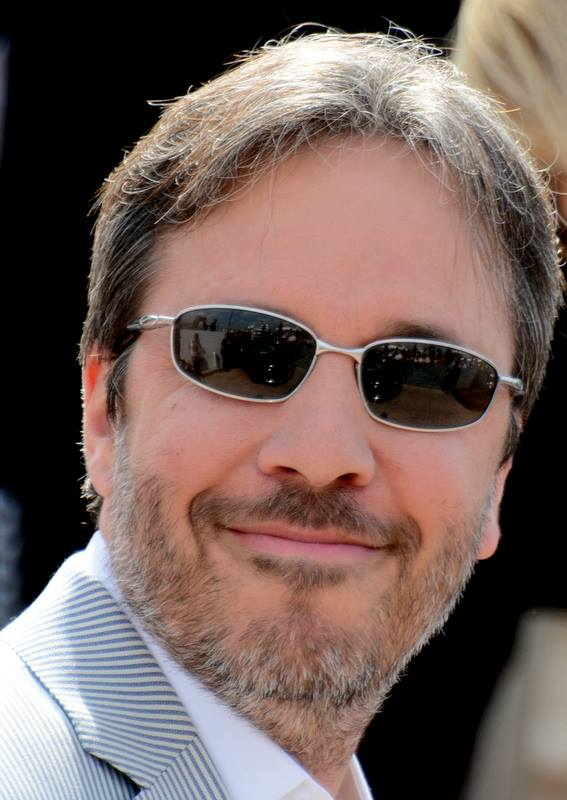
ویلنوو در جشنواره فیلم کن ۲۰۱۵

ویلنوو پس از آن فیلم جنایی زندانیان (۲۰۱۳) با بازی هیو جکمن و جیک جیلنهال را ساخت. این فیلم در جشنواره‌های سراسر جهان به نمایش درآمد، جوایز متعددی را دریافت کرد و نامزد جایزه اسکار بهترین فیلمبرداری در سال ۲۰۱۴ شد. سپس ویلنوو برای ششمین فیلمش، مهیج روان‌شناختی دشمن (۲۰۱۴)، در دومین مراسم جوایز سینمایی برندهٔ جایزه بهترین کارگردانی شد. این فیلم در سال ۲۰۱۵ جایزه نقدی ۱۰۰٬۰۰۰ دلاری بهترین فیلم کانادایی سال را از سوی انجمن منتقدان فیلم تورنتو دریافت کرد.
سپس در همان سال، ویلنوو فیلم مهیج جنایی سیکاریو به نویسندگی تیلور شریدان، و با بازی امیلی بلانت، بنیسیو دل تورو، دانیل کالویا و جاش برولین را کارگردانی کرد. این فیلم در جشنواره کن ۲۰۱۵ برای نخل طلا در رقابت بود، اما برنده نشد. این فیلم در جشنواره بین‌المللی فیلم تورنتو در سال ۲۰۱۵ به نمایش درآمد و نزدیک به ۸۰ میلیون دلار در سراسر جهان فروخت.
هشتمین فیلم ویلنوو، ورود (۲۰۱۶)، بر پایهٔ داستان کوتاه «داستان زندگی تو» اثر تد چیانگ بود. فیلم‌نامهٔ این فیلم را اریک هیزرر نوشت و ایمی آدامز بازیگر نقش اول آن بود. این فیلم ۲۰۳ میلیون دلار در سراسر جهان فروخت و مورد تحسین منتقدان قرار گرفت، به ویژه بابت اجرای آدامز، کارگردانی ویلنوو، و کاوش فیلم در ارتباط با هوش فرازمینی. ورود در فهرست بهترین فیلم‌های سال بسیاری از منتقدان راه یافت، و از سوی انستیتوی فیلم آمریکا به عنوان یکی از ده فیلم سال برگزیده شد. این فیلم در جوایز اسکار نامزد هشت جایزه از جمله بهترین فیلم، بهترین کارگردانی و بهترین فیلمنامه اقتباسی شد که در نهایت جایزهٔ بهترین تدوین صدا را از آن خود کرد. همچنین جایزه ری بردبری برای نمایش درام برجسته و جایزه هوگو بهترین نمایش درام در سال ۲۰۱۷ به این فیلم اهدا شد.

### ۲۰۱۷–اکنون: فیلم‌های مجموعه‌ای

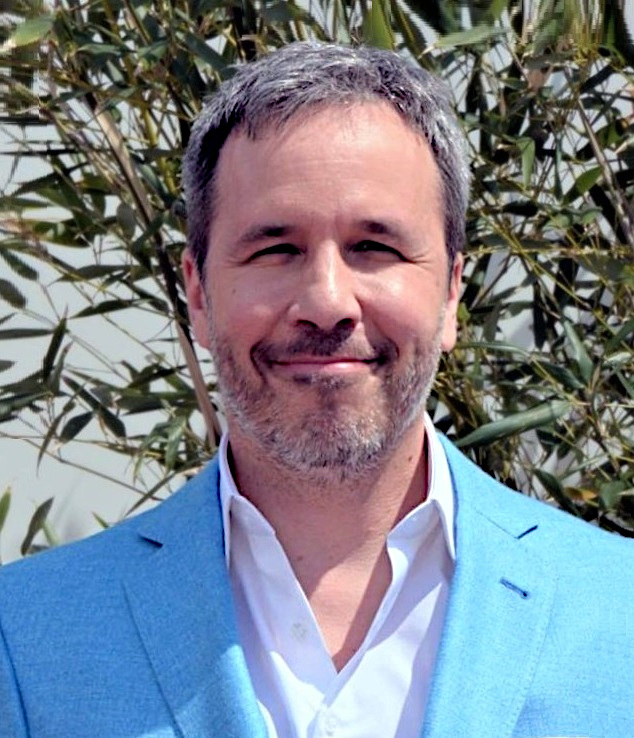
ویلنوو در جشنواره فیلم کن ۲۰۱۸

در فوریه ۲۰۱۵، اعلام شد که ویلنوو دنبالهٔ فیلم بلید رانر (۱۹۸۲) اثر ریدلی اسکات یعنی بلید رانر ۲۰۴۹ را کارگردانی خواهد کرد. اسکات به‌عنوان تهیه‌کننده اجرایی فیلم از طرف برادران وارنر در این پروژه حضور داشت. بلید رانر ۲۰۴۹ در سال ۲۰۱۷ اکران شد و با تحسین منتقدان مواجه شد، اما در گیشه ضعیف عمل کرد. دیوید ارلیش از ایندی‌وایر نوشت: «تعداد معدودی از فیلم‌سازان سدهٔ بیست و یکم با اقتدار کارگردان بلید رانر ۲۰۴۹، یعنی دنی ویلنوو به شهرت و اعتبار رسیده‌اند.» این منتقد ویلنوو را با کریستوفر نولان مقایسه کرد.
در دسامبر ۲۰۱۶، اعلام شد که ویلنوو تلماسه را کارگردانی خواهد کرد؛ اقتباسی نو از رمان چاپ ۱۹۶۵ برای لجندری پیکچرز که نگارش فیلم‌نامه بر عهدهٔ ویلنوو، اریک راث و جان اسپیتز است. تیموتی شالامه، ربکا فرگوسن، اسکار آیزاک، استلان اسکاشگورد، جیسون موموآ و زندایا در این فیلم ایفای نقش کردند. این فیلم در اکتبر ۲۰۲۱ به‌وسیلهٔ کمپانی برادران وارنر پیکچرز منتشر و با تحسین منتقدان روبه‌رو شد. پس از اکران فیلم به ساخت دنبالهٔ آن چراغ سبز نشان داده شد. این دنباله، تلماسه: بخش دو، در مارس ۲۰۲۴ منتشر شد و از سوی منتقدان مورد تحسین قرار گرفت.
ویلنوو در حال ساخت سومین فیلم تلماسه است که مبتنی بر رمان مسیحای تلماسه خواهد بود.

## تاثیرپذیری
ویلنوو از استیون اسپیلبرگ، استنلی کوبریک، آلفرد هیچکاک، برادران کوئن، پل توماس اندرسون، ریدلی اسکات، سام مندز، ژان لوک گدار، فرانسوا تروفو، اینگمار برگمن و کریستوفر نولان به‌عنوان عوامل مؤثر در سبک سینمایی خود نام برده است.

## زندگی شخصی
ویلنوو با تانیا لاپوینت ، روزنامه‌نگار و فیلم‌ساز، ازدواج کرده است، او سه فرزند از رابطهٔ قبلی خود دارد. دختر او سالومه ویلنوو نیز فیلم‌ساز است که اولین فیلم کوتاه او به‌نام III در جشنواره فیلم ونیز ۲۰۲۲ به نمایش درآمد. پیش از این، ویلنوو با ماچا گرنون رابطه داشت.

## فیلم‌شناسی

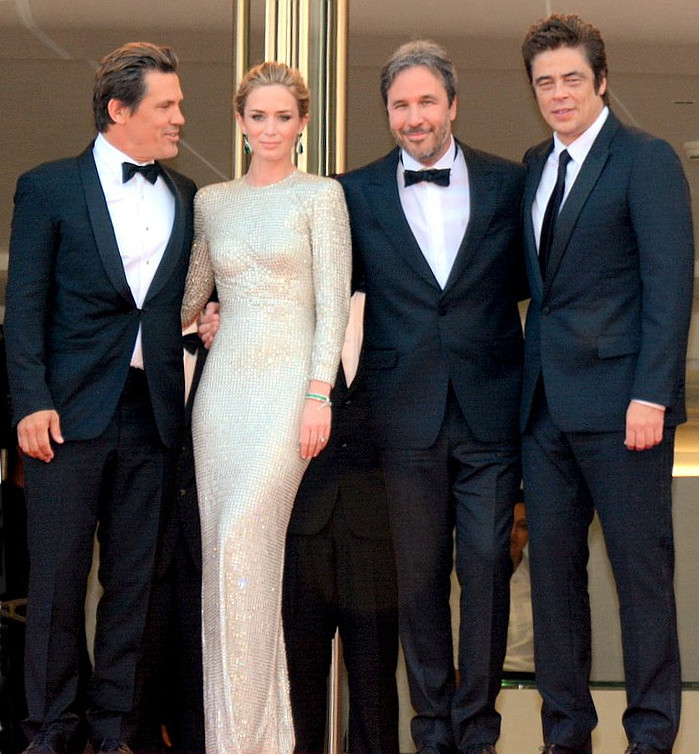
ویلنوو با جاش برولین، امیلی بلانت، و بنیسیو دل تورو در افتتاحیهٔ سیکاریو در جشنواره فیلم کن ۲۰۱۵

### فیلم‌های بلند
| سال  | عنوان            | کارگردان | فیلم‌نامه‌نویس | تهیه‌کننده |
| ---- | ---------------- | -------- | ------------ | --------- |
| ۱۹۹۸ | ۳۲ آگوست در زمین | آری      | آری          | نه        |
| ۲۰۰۰ | گرداب            | آری      | آری          | نه        |
| ۲۰۰۹ | پلی‌تکنیک         | آری      | آری          | نه        |
| ۲۰۱۰ | ویران‌شده         | آری      | آری          | نه        |
| ۲۰۱۳ | زندانیان         | آری      | نه           | نه        |
| ۲۰۱۳ | دشمن             | آری      | نه           | نه        |
| ۲۰۱۵ | سیکاریو          | آری      | نه           | نه        |
| ۲۰۱۶ | ورود             | آری      | نه           | نه        |
| ۲۰۱۷ | بلید رانر ۲۰۴۹   | آری      | نه           | نه        |
| ۲۰۲۱ | تلماسه           | آری      | آری          | آری       |
| ۲۰۲۴ | تلماسه: بخش دو   | آری      | آری          | آری       |
| ۲۰۲۶ | تلماسه: بخش سه   | آری      | آری          | آری       |

### فیلم‌های کوتاه
| سال  | عنوان                                                                | کارگردان | فیلم‌نامه‌نویس | تدوین‌گر | توضیحات             |
| ---- | -------------------------------------------------------------------- | -------- | ------------ | ------- | ------------------- |
| ۱۹۹۴ | REW FFWD                                                             | آری      | آری          | نه      |                     |
| ۱۹۹۶ | Le Technétium                                                        | آری      | آری          | نه      | قسمتی از فیلم کیهان |
| ۲۰۰۶ | 120 Seconds to Get Elected                                           | آری      | آری          | نه      |                     |
| ۲۰۰۸ | طبقه بعدی                                                            | آری      | نه           | نه      |                     |
| ۲۰۱۱ | Rated R for Nudity                                                   | آری      | آری          | آری     |                     |
| ۲۰۱۱ | Étude empirique sur l'influence du son sur la persistance rétinienne | آری      | آری          | آری     |                     |

### تلویزیون
| سال  | عنوان                       | کارگردان | تهیه‌کننده | توضیحات              |
| ---- | --------------------------- | -------- | --------- | -------------------- |
| ۱۹۹۰ | La Course destination monde | آری      | نه        | فیلم کوتاه تلویزیونی |
| ۲۰۲۴ | تلماسه: نبوت                | نه       | آری       | [ ۶۲ ]               |